# Молочанськ
Молоча́нськ (до 1915 та 1941—1943 — Гальбштадт) — місто в Україні, адміністративний центр Молочанської міської громади Пологівського району Запорізької області. Населення — 6327 осіб (2020). До 17 липня 2020 року місто було у складі ліквідованого Токмацького району.

## Географія
Місто Молочанськ розташоване в місці злиття річок Токмак і Чінгул в річку Молочна, вище за течією на відстані 1,5 км розташоване село Кутузівка, нижче за течією на відстані 0,5 км розташоване село Виноградне. Річки в цьому місці звивисті, утворюють лимани, стариці та заболочені озера.
Відстань від Молочанську до обласного центру — 97 км (автошляхами), залізницею — 142 км.

## Історія
За давніх часів на степових просторах Приазов'я мешкали кочові племена. Поблизу Молочанська розкопано 42 кургани, у яких виявлено 434 поховання: доби бронзи (III—І тисячоліття до н. е.), скіфські (IV—III ст. до н. е.), сарматські (II ст. до н. е.— II ст. н. е.) та печенізько-половецькі (X—XIII ст. н. е.).
До кінця XVIII століття місцевість була під владою Кримського ханства, її займали ногайські племена.
На місці, де нині розташоване місто Молочанськ, з 1804 року існувала друга в Російській імперії менонітська колонія Гальбштадт (нім. Halbstadt «Півмісто»), яка заснована переселенцями з Пруссії, запрошеними царем Павлом І на лівому березі річки Молочної. У перший рік вона охоплювала 10 поселень. До 1928 року ще одна колонія (у її склад входили 57 сіл) — Молочна.
У Молочну впродовж 1803—1806 років іммігрувало 365 менонітських родин; у 1819–1820 роках — ще 254 родин. Кінець менонітській імміграції настав у 1835 році. На той час вже поселення складало до 1200 менонітських родин (приблизно 6 тис. осіб). Поселення займало 1750 км².

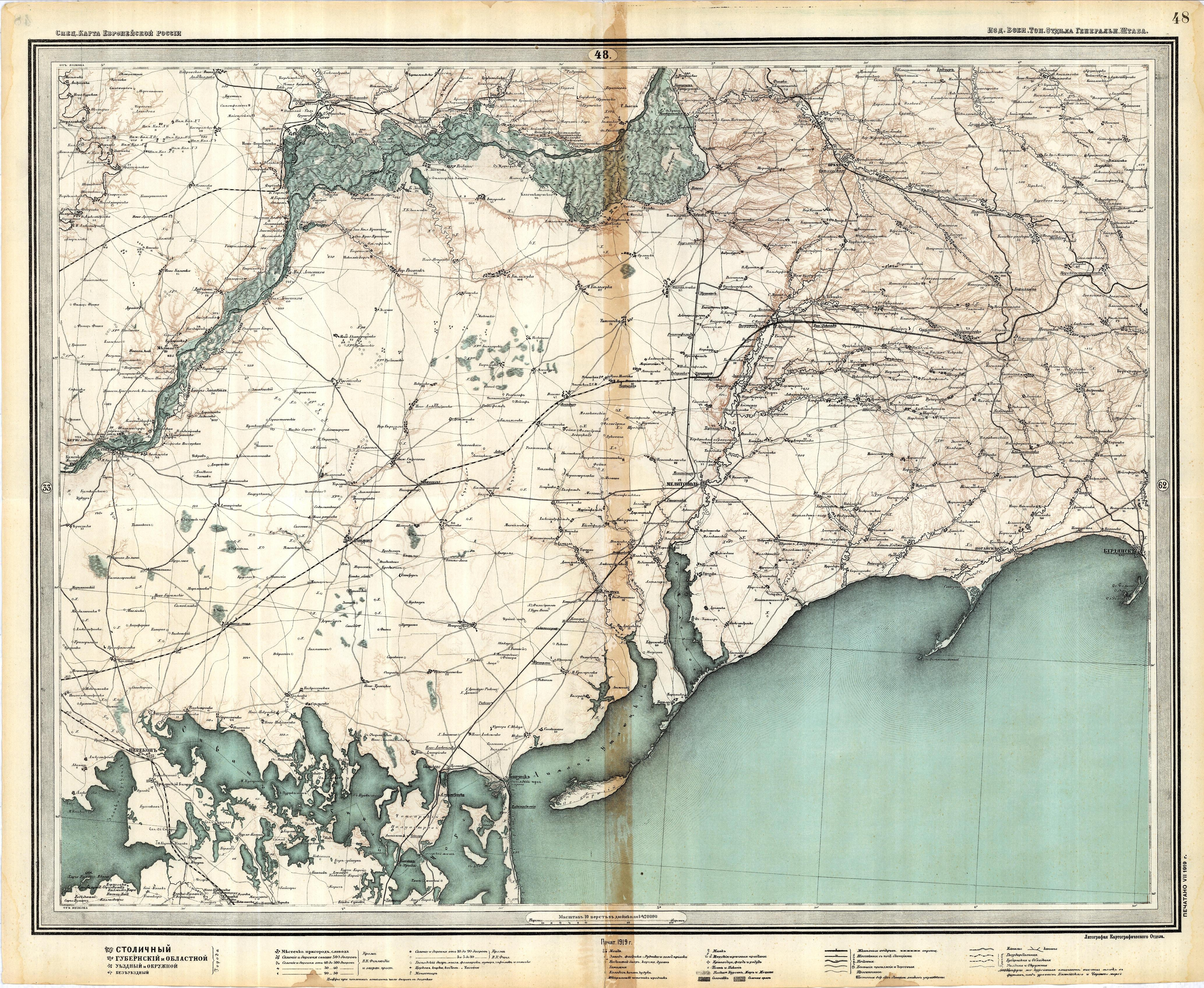
Менонітські колонії Запорізької області

Поселення Гальбштадт впродовж 1804—1871 років було центром Молочанського менонітського округу, який охоплював німецькі менонітські колонії середньої течії річки Молочної (Бердянський повіт Таврійської губернії). Після ліквідації округу на його терені були створені Гальбштадтська та Гнаденфельдська волості.
У першій половині XIX століття найважливішою галуззю господарства в колонії було вівчарство, яке потім поступилося місцем хліборобству. Колоністи займалися також садівництвом і шовківництвом. Щорічне виробництво шовку-сирцю в Гальбштадті становило близько 200 пудів.

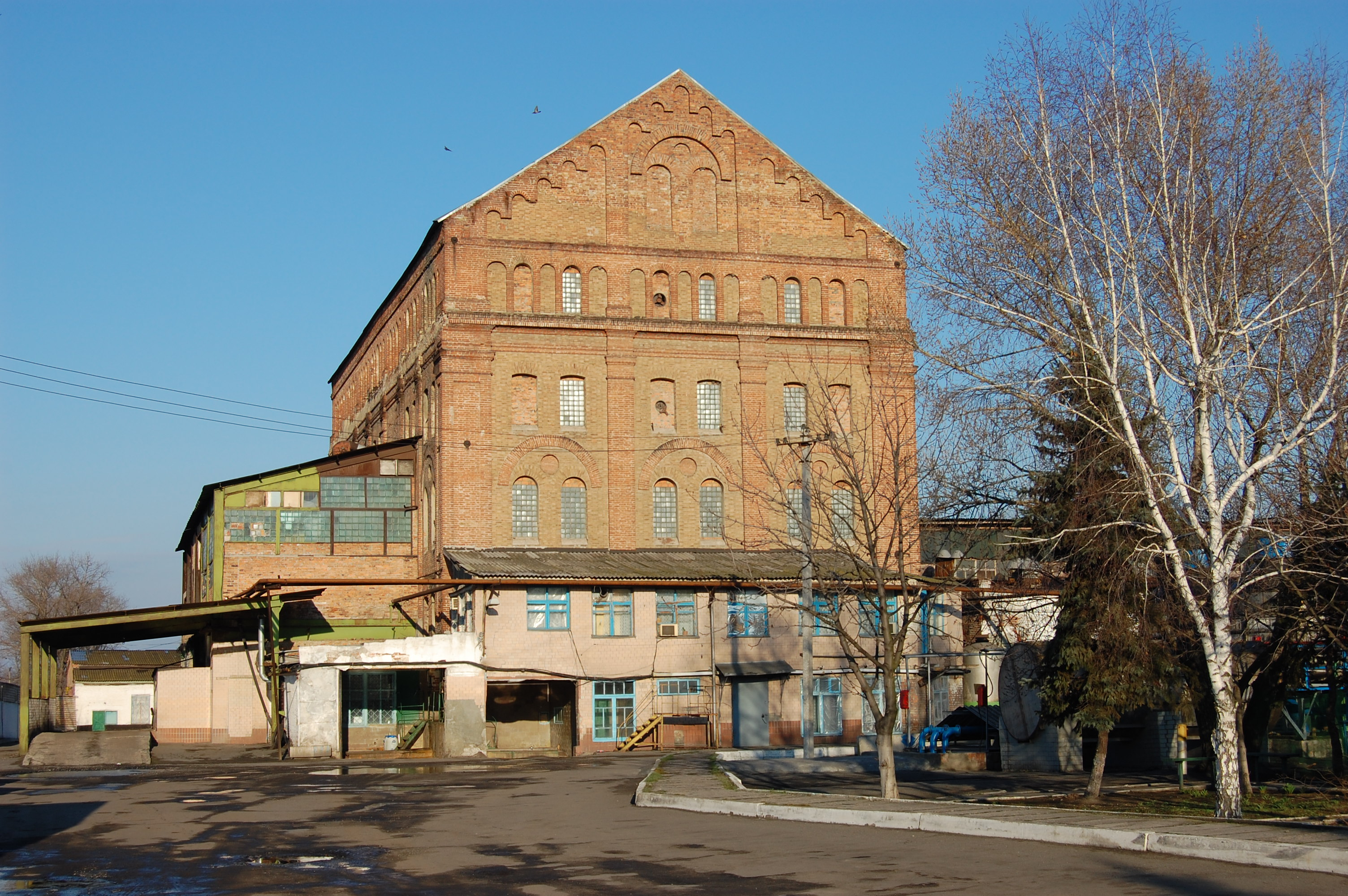
Млин Вільямса (на межі XIX—XX століть)

У 1832 році місцевий підприємець Нейфельд спорудив пивоварню й оцтовий завод. Згодом було засновано ґуральню, суконну та шовкомотальну фабрики.
У 1860-х роках купці Франц і Шредер заснували завод, що виробляв косарки, молотарки, сівалки, плуги, цегельно-черепичні преси. Згодом тут відкрили чавуноливарний цех, який випускав литво, поршні, циліндри тощо. На заводі працювало близько 200 робітників.
У 1880 році стаорений крохмальний завод, який виготовляв ще й декстрин і рисову пудру.
На початку 1880-х років від Гальбштадта відокремився виселок Ней-Гальбштадт. Тут оселилися власники міських підприємств, містилося волосне правління, якому були підпорядковані 32 німецькі колонії з населенням 16,7 тисяч осіб, діяли заводи фірми «Франц і Шредер». У 1880-х роках перша хвиля менонітів з півдня України емігрувала в Канаду, де вони засновували однойменні зі своїми колишніми села в провінції Манітобі, яка тоді широко відкривала двері іммігрантам-фермерам з Європи для освоєння цілинних степів. Після Другої світової війни долучилася до них і друга хвиля менонітських емігрантів, які за свою непохитну віру в Бога пережили примусове переселення та комуністичний терор у СРСР.

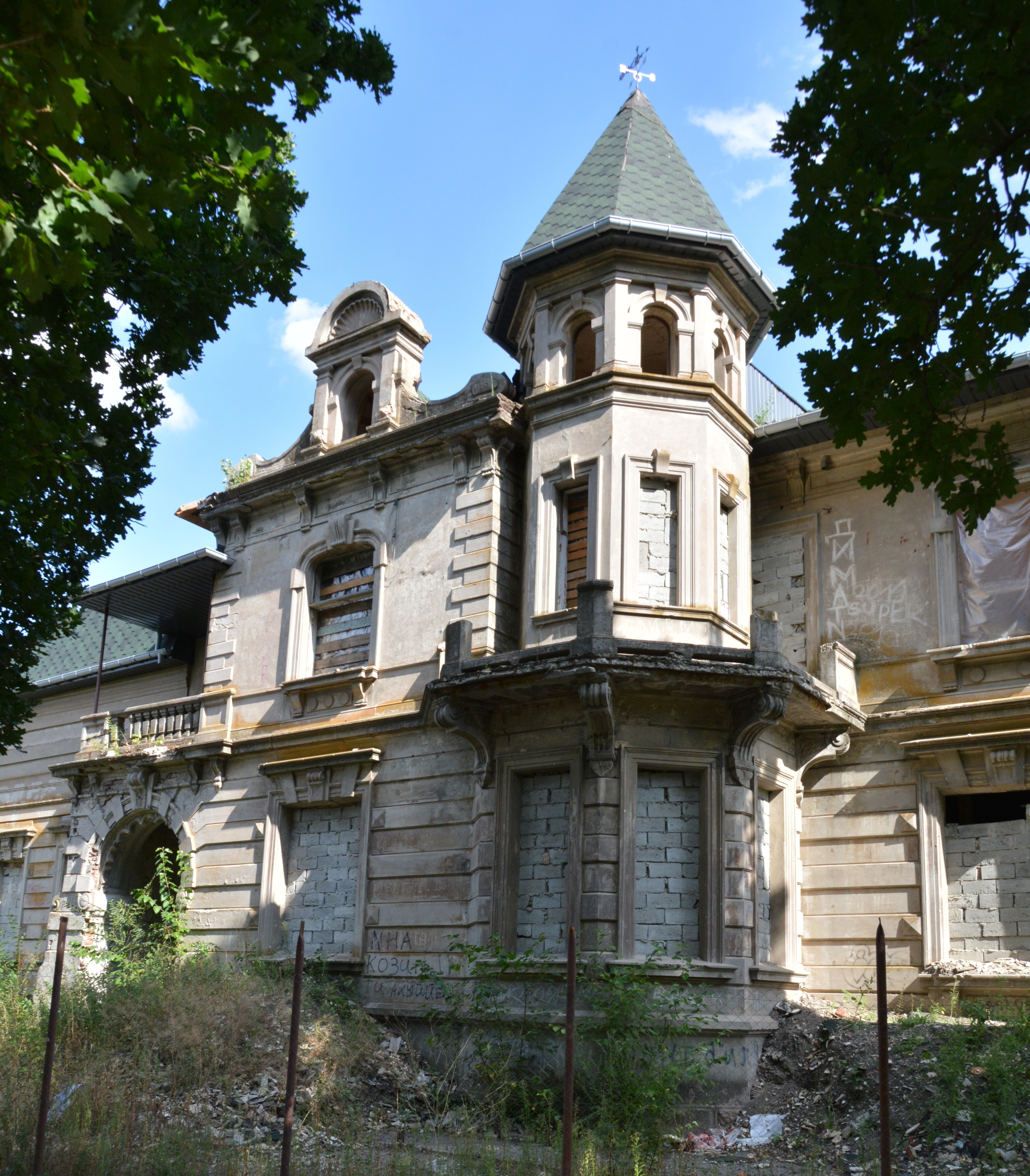
Палац Шредера

Про історію менонітів та їхнє переселення до Канади писав Арнольд Дік.
У 1913 році через Гальбштадт була прокладена залізниця. Після початку Першої світової війни у 1915 році Гальбштадт був перейменований в Молочанськ.
У 1918 році населений пункт входив до складу Української Народної Республіки. Внаслідок поразки Перших визвольних повстань місто надовго окуповано радянськими загарбниками.
Через погроми і депортацію царських і радянських часів (менонітів вважали симпатиками німецьких загарбників, їхня чисельність зменшилася, і нині район заселений переважно українцями та росіянами.

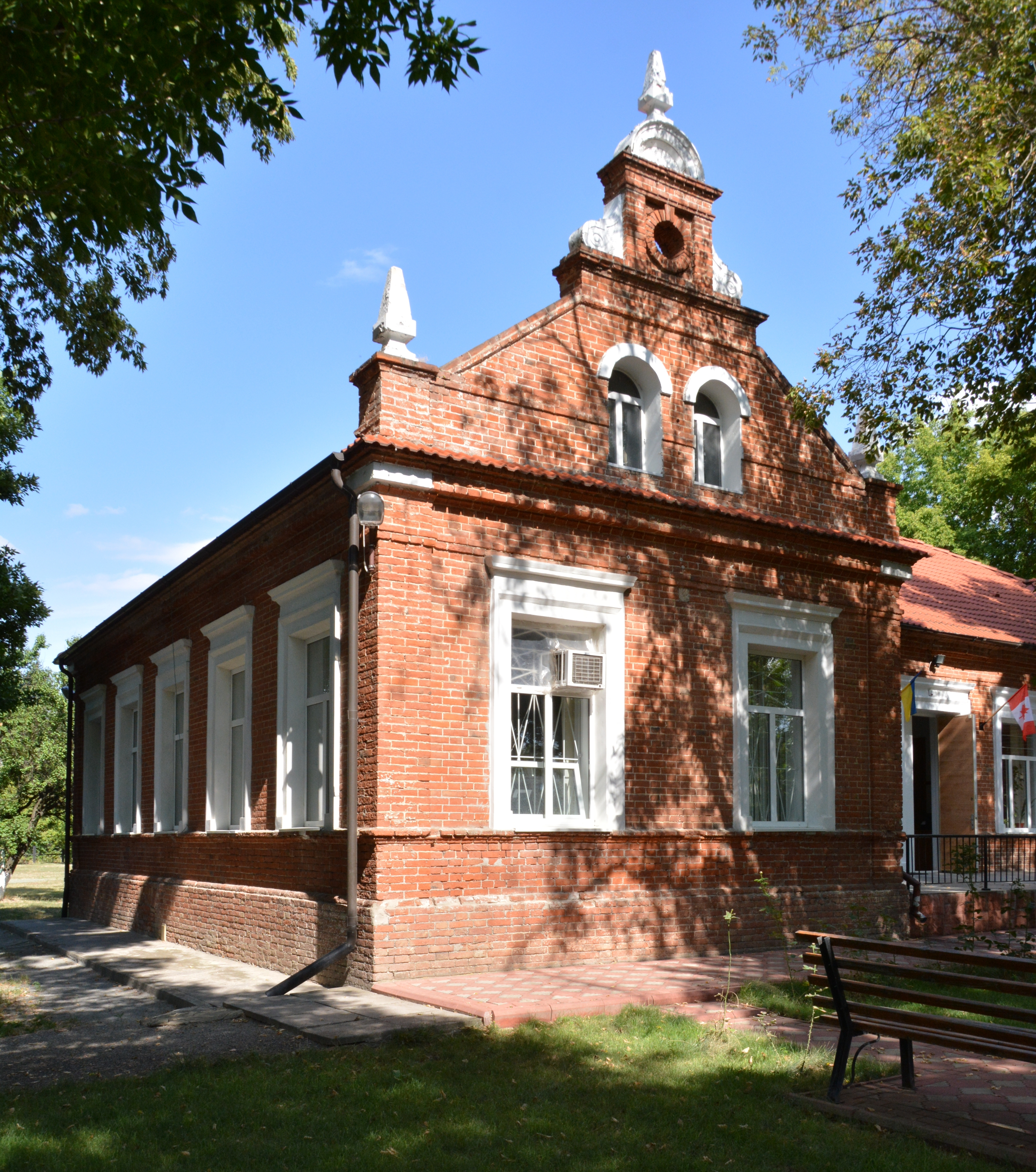
Німецька жіноча гімназія

У 1920-ті роки на базі колишніх конюшень та ферм німецьких колоністів сформували Південні державні заводські конюшні, діяв також іподром.
1938 року Молочанськ набув статусу міста.
За часів рейхскомісаріату Україна у серпні 1941 — жовтні 1943 років Гальбштадт був центром Гальбштадтської округи у Дніпропетровській генеральній окрузі.
З 5 жовтня 1941 року місто було окуповане німецько-нацистськими військами, у період окупації в ньому діяла філія німецької організації нім. «Volksdeutsche Mittelstelle», при якому було створено центральне реєстраційне бюро осіб німецької національності нім. «Deutsche Volksliste» (DVL), де проходила реєстрація німців з громадянством окупованих країн.
21 вересня 1943 року з міста радянськими військами Південного фронту було вигнано гітлерівсько-нацистських загарбників під час Донбаської операції рсча.
З 1973 року в місті розпочали роботу Молочанський молочноконсервний комбінат, меблевий комбінат, гренажний завод, пивоварний завод, ливарно-механічний цех Токмацького заводу металогосподарчих виробів, плодорозплідник і держплемстанція.
З 24 серпня 1991 року Молочанськ у складі незалежної України.

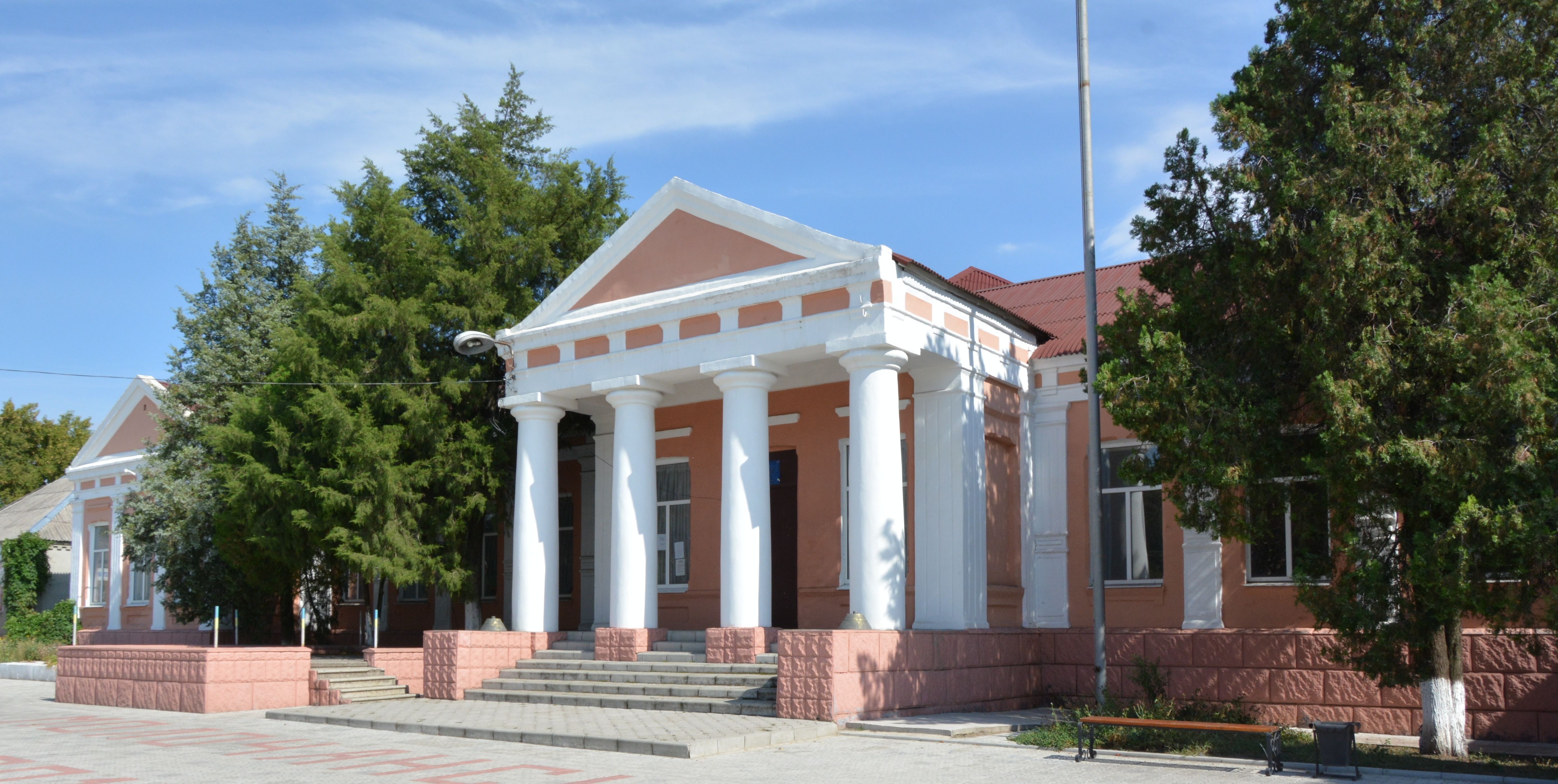
Німецька школа

17 листопада 1993 року місто передано зі складу Токмацької міської ради до складу Токмацького району.
У березні 1995 року в місті знаходилася хлібна база № 74, яка була внесена до переліку підприємств, що мають загальнодержавне значення, у травні 1995 року Кабінет Міністрів України затвердив рішення про приватизацію держплемстанціі, як Молочанське міжрайонне виробниче об'єднання з племінної справи у тваринництві.
Проти ночі 17 березня 2015 року у місті невідомі завалили пам'ятник Леніну.
2016 року, згідно Закону України № 317-VIII «Про засудження комуністичного та націонал-соціалістичного (нацистського) тоталітарних режимів в Україні та заборону пропаганди їхньої символіки», змінені назви вулиць та провулків у Молочанську:
| Попередня назва         | Сучасна назва     | Попередня назва        | Сучасна назва      |
| ----------------------- | ----------------- | ---------------------- | ------------------ |
| Вулиця Жовтнева         | Вулиця Сонячна    | Вулиця Калініна        | Вулиця Калинова    |
| Вулиця Кірова           | Вулиця Ясна       | Вулиця Комсомольська   | Вулиця Зарічна     |
| Вулиця Крупська         | Вулиця Широка     | Вулиця Леніна          | Вулиця Шкільна     |
| Вулиця Нагорна          | Вулиця Піонерська | Вулиця Піскова         | Вулиця Покровська  |
| Вулиця Радянська        | Вулиця Дружби     | Вулиця Раскової        | Вулиця Аграрна     |
| Вулиця Рози Люксембург  | Вулиця Паркова    | Вулиця Свердлова       | Вулиця Берегова    |
| Вулиця Тельмана         | Вулиця Щаслива    | Вулиця Фрунзе          | Вулиця Фруктова    |
| Вулиця Чапаєва          | Вулиця Центральна | Вулиця Чекістів        | Вулиця Чарівна     |
| Провулок Комсомольський | Провулок Зарічний | Провулок Пролетарський | Провулок Козацький |

12 червня 2020 року, відповідно до розпорядження Кабінету Міністрів України № 713-р «Про визначення адміністративних центрів та затвердження територій територіальних громад Запорізької області», Молочанськ затверджений  адміністративним центром Молочанської міської громади.
19 липня 2020 року, в результаті адміністративно-територіальної реформи та ліквідації Токмацького району, місто увійшло до складу Пологівського району.

### Російське вторгнення в Україну (2022)
З 27 лютого 2022 Молочанськ перебуває у тимчасовій окупації під час широкомасштабного московського вторгнення в Україну.

## Населення
Згідно з переписом населення України 2001 року 76,3 % населення Молочанська становили українці, 21,2 % — росіяни.
| 1959   | 1979   | 1989 | 2001 | 2020 |
| ------ | ------ | ---- | ---- | ---- |
| 10 771 | 10 082 | 9096 | 7964 | 6327 |

### Національний склад
Розподіл населення за національністю за даними перепису 2001 року:
| Національність  | Відсоток |
| --------------- | -------- |
| українці        | 76.34%   |
| росіяни         | 21.17%   |
| білоруси        | 0.93%    |
| болгари         | 0.38%    |
| німці           | 0.32%    |
| татари          | 0.13%    |
| інші/не вказали | 0.73%    |

### Мова
Розподіл населення за рідною мовою за даними перепису 2001 року:
| Мова            | Кількість | Відсоток |
| --------------- | --------- | -------- |
| українська      | 4523      | 57.38%   |
| російська       | 3333      | 42.28%   |
| білоруська      | 8         | 0.10%    |
| болгарська      | 7         | 0.09%    |
| румунська       | 1         | 0.01%    |
| польська        | 1         | 0.01%    |
| інші/не вказали | 10        | 0.13%    |
| Усього          | 7883      | 100%     |

## Економіка
- ВАТ «Молочанський плодорозплідник».
- ВАТ «Молочанський молочноконсервний комбінат», ВАТ.
- «Санпласт».
- ТОВ «Полібудінвест».
- КНП «Молочанський дитячий санаторій».
- ТОВ «Вілтек».
- Молочанський завод з виробництва напоїв та пива.
- Молочанський меблевий комбінат, ПЗ.
- ТОВ «Акватоп» Молочанський завод з виробництва мінеральної води «Молочанська 1832».

## Об'єкти соціальної сфери
- Школа № 1
- Школа № 2

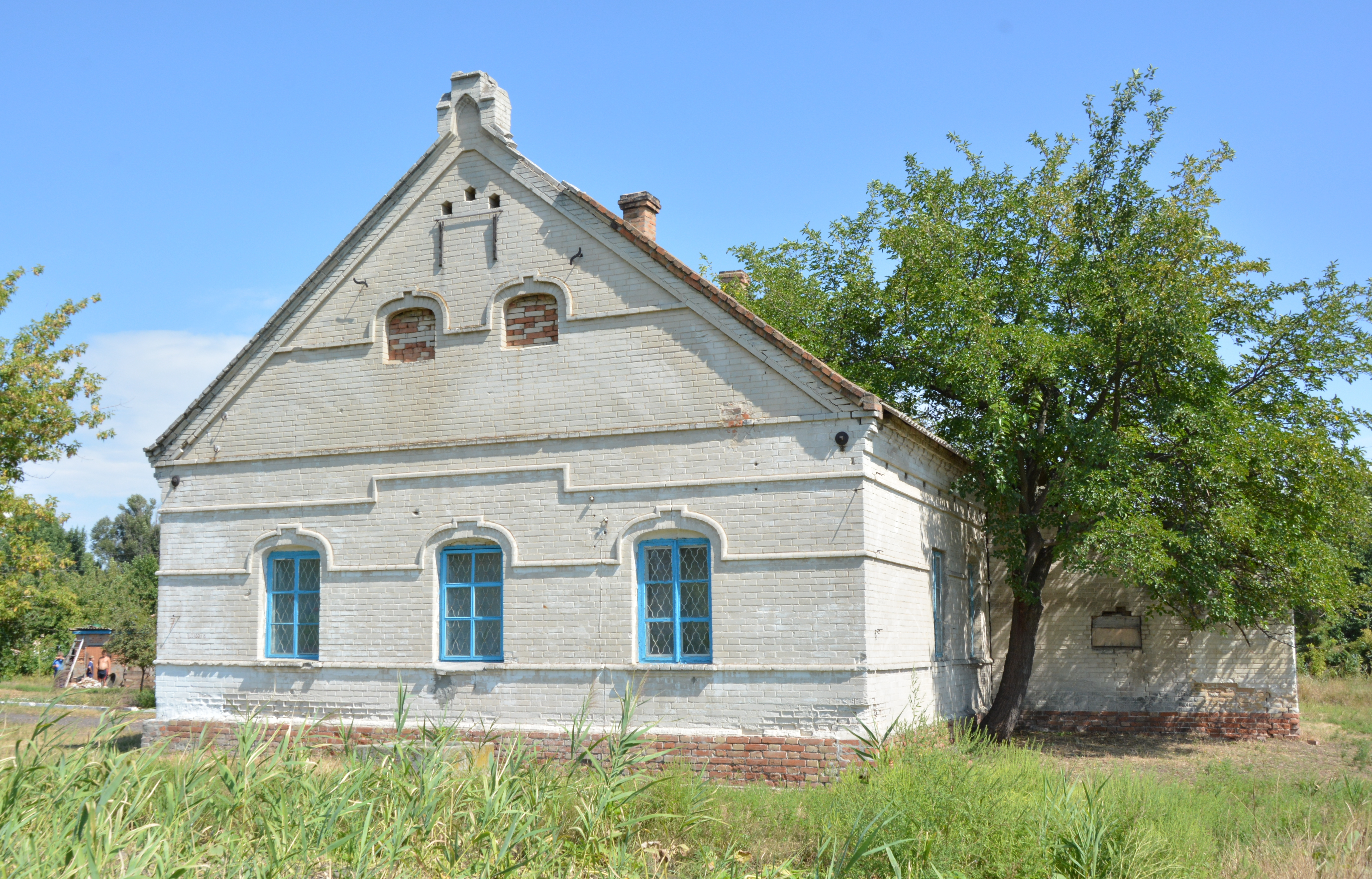
Панський двір Герасименків

- Молочанська спеціальна загальноосвітня школа-інтернат для дітей-сиріт
- Молочанська дитяча школа мистецтв
- Молочанський професійний аграрний ліцей (ПТУ № 55)
- Будинок культури
- Панський двір Герасименків
- Лікарня
- Молочанська психоневрологічна лікарня
- Дитячо-юнацька спортивна школа
- Дитячий садочок «Тополя»
- Дитячий садочок «Ромашка»

## Транспорт
Через місто пролягає автошлях регіонального значення Р85 та залізнична лінія Федорівка — Верхній Токмак, на якій розташована залізнична станція Молочанськ.

## Пам'ятки
- Палац Шредера (побудований на межі XIX—ХХ століть).

## Релігія
У місті діє Будинок молитви, що належать Менонітській Братській Церкві.

## Відомі особи
- Возіанов Віталій Федорович — директор інформагентства «Укрінформ» (1992—1997).
- Герасим'юк Леонід Панасович — підпільник ОУН та вояк УПА.
- Голота Владислав Якович — науковець (акушер-гінеколог), педагог, доктор медичних наук.
- Карпов Володимир Федорович — директор виробничого об'єднання «Ждановтяжмаш», Герой Соціалістичної Праці.
- Сахарук Дмитро Володимирович — виконавчий директор ДТЕК.
- Семен Данило Едуардович — видатний спортсмен, майстер спорту з важкої атлетики, чемпіон України.